# Pierre Mercier (photographe)
Pour les articles homonymes, voir Pierre Mercier et Mercier.
Pierre Mercier, né à Mercus-Garrabet en Ariège le 10 octobre 1946 et mort à Lille le 15 mars 2016, est un photographe, vidéaste et sculpteur français.

## Biographie
De 1970 à 1975, Pierre Mercier est éducateur spécialisé à l’hôpital de jour de Marseille. En 1976, il rejoint une troupe de théâtre, L’Attroupement, installée à Strasbourg.
En 1978, il commence à pratiquer la photographie. Sa première exposition a lieu au musée des Beaux-Arts de Calais en 1980. Il devient professeur à l’école d'art de Dunkerque en 1983, puis enseigne à l'École supérieure des arts décoratifs de Strasbourg de 1999 à 2011. Son atelier était installé à Lille.

## Œuvres

### Œuvres dans les collections publiques
- Belgique
  - Grand-Hornu, MAC's : Premier Axe, Le Grand Axe, 1988, deux photographies[5].

- France
  - Arles, musée Réattu : N.E.W.S., 1985, série de quatre Cibachromes et consoles métalliques.
  - Calais, musée des Beaux-Arts :
    - Portrait de travailleur dans la rue, 1980, tirage noir et blanc ;
    - Image ressentie, 1980, Cibachrome.

  - Le Cateau-Cambrésis, musée Matisse : Le Secret, 1982-1983, photographie.
  - Lille, Lille Métropole - musée d'Art moderne, d'Art contemporain et d'Art brut :
    - La Petite lumière, 1985, série de cinq photographies[6] ;
    - La Pensée du sage est un perpétuel banquet, 1989, sculpture[5].

  - Paris, musée national d'Art moderne :
    - L'Asperge, 1981, cibachrome ;
    - Pieta, 1981 ;
    - Le Mont Carmel, 1984 ;
    - Grenade, 1984.

  - Reims, fonds régional d'art contemporain de Champagne-Ardenne :
    - Effacements, 1982-1983 ;
    - Orion, 1982-1983.

  - Strasbourg, musée d'Art moderne et contemporain : Portrait d'amour encore, 2001, installation[7].
  - Toulouse, Les Abattoirs :
    - Équivalence, 1983 ;
    - Pour toute la beauté, jamais je ne me perdrais, 1983 ;
    - Sans titre, 1985.

### Vidéos et performances
- 2001-2005 : 12 promenades, Écart production 2008, (Promenade pathétique, Promenade méditative, Promenade physique, Duo, Promenade musicale, Promenade d'actualité, Promenade cartésienne, Pas de promenade, Promenade philosophique, Promenade de petite tenue, Promenade active, Promenade héroïque)[8].
- 2007 : intervention dans le cadre des scénographies urbaines à Kinshasa avec Francisco Ruiz de Infante[9],[10].

### Publications
- Pierre Mercier photographe, texte de Carole Naggar, Calais, Musée des beaux arts, 1980, 24 pages.
- Statues du mineur (étude photographique), texte de Michel Nuridsany, Douai, CAC, 1981, 30 pages.
- Mis en socle, photographies, Le Cateau-Cambrésis, Musée Matisse, 1984, 24 pages (BNF 35000181).
- Pierre Mercier 1981-1989, texte de Joëlle Pijaudier et de Michel Bourel, Villeneuve-d'Ascq, Musée d'art Moderne et contemporain, 1989, 48 pages (ISBN 2-86161-028-18) édité erroné (BNF 35115045).
- La lettre et le fruit, texte de Ph. Robert, Troyes, Éd. Cadran Solaire-Centre d'art contemporain, 1990, 64 pages.